# Amniataba caudavittata
Espèce
Répartition géographique
Amniataba caudavittata est une espèce commune de poissons marins côtiers de la famille des Terapontidae. Il est endémique à l'Australie et à la Papouasie-Nouvelle-Guinée, allant du Cap Leeuwin, en Australie-Occidentale le long de la côte nord de l'Australie jusqu'à Bowen au Queensland et au nord le long de la côte sud de la Papouasie-Nouvelle-Guinée. L'espèce se distingue par sa coloration, ainsi que des éléments anatomiques comme la colonne vertébrale et le nombre de branchies.
L'espèce mesure en moyenne 15 cm de long, 28 au maximum et habite généralement les estuaires pendant les mois chauds de l'année, allant au large en hiver pour éviter l'afflux d'eau douce des rivières gonflées par les pluies. L'espèce niche dans la partie supérieure des estuaires, avec une moyenne de 310 000 œufs pondus par individu en une saison. C'est un poisson omnivore benthique, se nourrissant principalement d'algues, de crustacés et de polychètes et présentant un changement de régime avec l'âge.
L'espèce est souvent attrapée à la pêche à la ligne, au filet et autres engins de pêche côtière, mais il est considéré comme un poisson relativement peu apprécié.

## Synonymes
- Terapon caudavittatus Richardson, 1844
- Datnia caudavittata (Richardson, 1845)
- Amphitherapon caudavittatus (Richardson, 1844)
- Therapon bostockii Castelnau, 1873

## Référence
- Richardson, 1845 : Ichthyology. The zoology of the voyage of H. H. S. Erebus & Terror, under the command of Captain Sir J. C. Ross during 1839-43,  p. 17-52